# Montreuil-sur-Ille
Montreuil-sur-Ille (tiếng Breton: Mousterel-an-Il, Gallo: Móstroelh) là một xã của tỉnh Ille-et-Vilaine, thuộc vùng Bretagne, miền tây bắc nước Pháp.

## Dân số
Người dân ở Montreuil-sur-Ille được gọi là Montreuillais.
| Năm | 1962 | 1968 | 1975 | 1982 | 1990 | 1999 |
| --- | ---- | ---- | ---- | ---- | ---- | ---- |
| Dân số | 1313 | 1399 | 1479 | 1453 | 1418 | 1554 |
| From the year 1962 on: No double counting—residents of multiple communes (e.g. students and military personnel) are counted only once. |      |      |      |      |      |      |